# Moama
Moama is een plaats in de Australische deelstaat New South Wales en telt 3331 inwoners (2006).

## Geboren in Moama
- Isaiah Firebrace (1999), zanger